# Ameles syriensis
Ameles syriensis — один з видів богомолів середземноморського та передньоазійського роду Ameles. Поширений на Близькому Сході: в Туреччині, Сирії, Йорданії.

## Опис
Тіло невелике, забарвлення від жовтуватого до зеленого кольору, довжина тіла самця близько 2,3 см, самиці 2,2-2,4 см. Фасеткові очі конічні з добре видним верхівковим горбиком. Передьоспинка самця тендітна, у самиці більш широка, з дрібними зубцями по краю. На внутрішній поверхні тазиків передніх ніг наявні 2-3 темні плями. Передні стегна з 8-9 внутрішніми шипами та 10 зовнішніми. Задні та середні ноги вкриті густими волосками. Надкрила і крила самиці сильно вкорочені, 6 мм у довжину.
Передні стегна самців більш тендітні, ніж у самиць. Черевце самиць циліндрічне, самців тендітне.
Вид зовнішньо подібний до Ameles heldreichi, але дрібніший, очі менш конічні.

## Спосіб життя
Мешкають у трав'янистій рослинності, здебільшого з родини айстрові (полин, дев'ятисил, волошки, осот тощо). Самці добре літають (до 15 м), летять вночі на світло. Якщо взяти богомола в руки, то він виділяє буру їдку речовину з рота.
Існує в 2 поколіннях. Імаго першого покоління трапляються в квітні-травні, другого — в серпні-листопаді. Зимують німфи.

## Ареал
Описаний з округу Фік на південному заході Сирії. Мешкає також у прикордонних з Сирією провінціях Туреччини Також трапляється в Йорданії, наявний на Палестинських територіях.